# Oihana Aldai
Oihana Aldai Aranzabal  (Arechavaleta, Guipúzcoa, 6 de mayo de 1992) es una futbolista profesional española. Es guardameta de la Real Sociedad en la Primera División Femenina de España.

## Biografía
Siguiendo los pasos de su padre, Ángel Aldai, Oihana siempre quiso ser guardameta. Además de futbolista profesional, es enfermera.
En 2015 participó en la 11.ª edición del reality de EITB El conquistador del fin del mundo.

## Trayectoria
Se inició en el mundo del fútbol en el Arizmendi Kirol Elkartea en las categoría infantil y cadete. A los 16 años, fichó por el primer equipo del Mondragón Fútbol Club, donde permaneció una temporada.
En la temporada 2018/19, dio el salto al fútbol profesional de la mano del primer equipo del S.D Eibar. Sin haber finalizado su segunda temporada en el club armero, regresó al Mondragón F.C., donde permaneció hasta la temporada 2012/13. Posteriormente, fichó por el Añorga K.K.E por dos temporadas. En la temporada 2015/16, el Oiartzun K.E la incorporó a su primer equipo que en este momento competía en la primera división. La temporada siguiente,el Oiartzun K.E  descendió a segunda división. La temporada siguiente, Aldai pasó a ser el primer fichaje del Zaragoza C.F.F de la temporada 2017/18. Una temporadas más tarde, recaló en la Real Sociedad.

## Clubes
| Club                  | País   | Año         |
| --------------------- | ------ | ----------- |
| Mondragón Fútbol Club | España | 2008 - 2009 |
| S.D Eibar             | España | 2009 - 2011 |
| Mondragón Fútbol Club | España | 2011 - 2013 |
| Añorga K.K.E          | España | 2013 - 2015 |
| Oiartzun K.E          | España | 2015 - 2017 |
| Zaragoza C.F.F        | España | 2017 - 2018 |
| Real Sociedad         | España | 2018 -2019. |

SD Eibar 2019 (hasta diciembre).
2020 enero-mayo Pozoalbense.
Sporting de Gijón 2020-2021

## Palmarés
| Título           | Club          | País   | Año       |
| ---------------- | ------------- | ------ | --------- |
| Copa de la Reina | Real Sociedad | España | 2018-2019 |